# Pfaidler

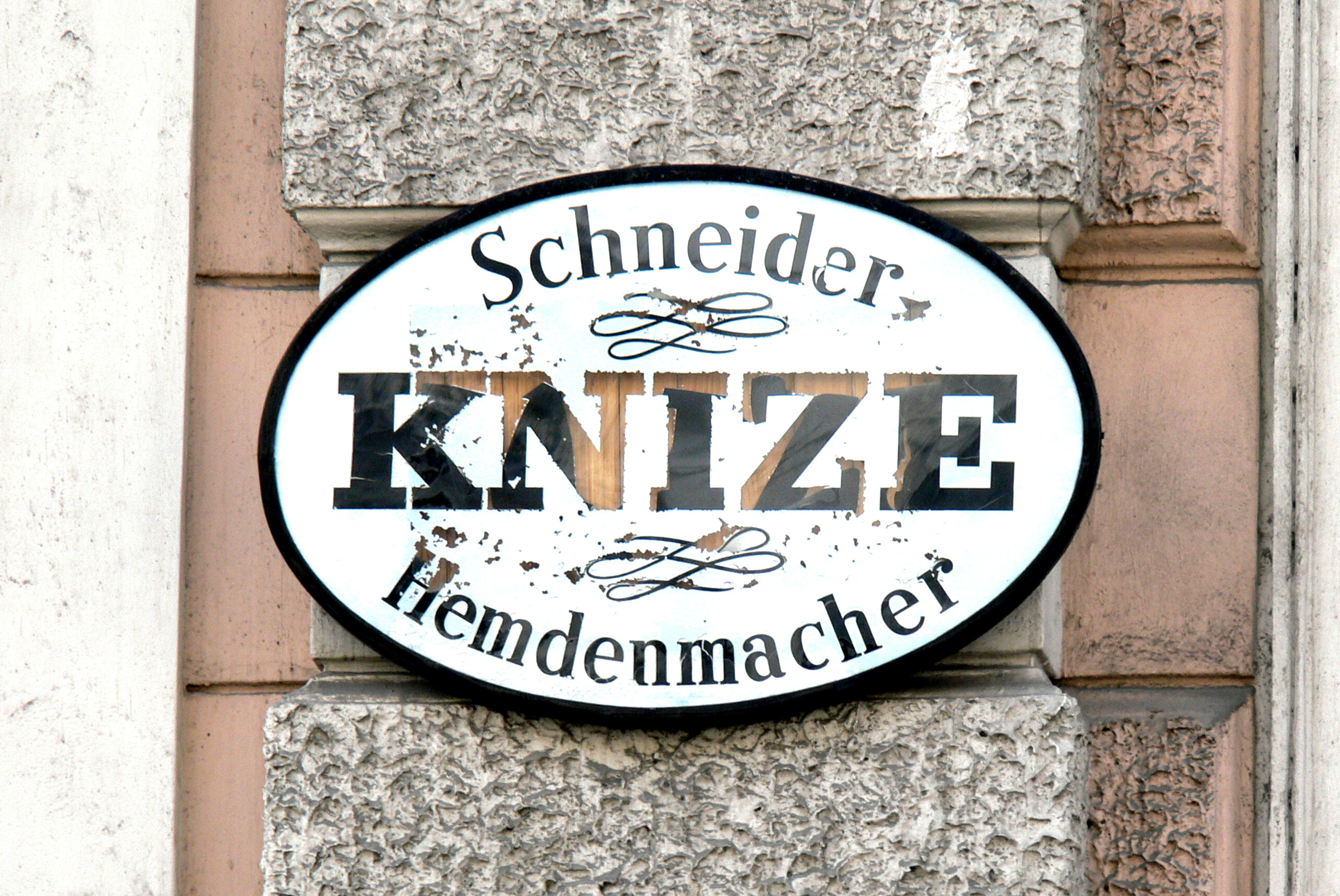
Schneider & Hemdenmacher in Wien

Pfaidler oder Pfeidler (auch Pfaidmacher) war die Bezeichnung für Hemdenmacher und Hemdenhändler in Österreich (Pfaidlerei). 
Anfang des 16. Jh. werden ebenso Pfaidlerinnen genannt. Das Wort stammt von ahd. und mhd. pfeit, got. paida für Rock, Hemd.
In Wien musste 1694 – 1700 ein Streit um ein Privileg zwischen den bürgerlichen Pfaidlern und der Schneiderzunft geschlichtet werden. Es wurde entschieden, dass nur die Schneider gefütterte Kleidung herstellen, die Pfaidler aber nur ungefütterte, aus einfacher "Leinwath" genähte Camisoles, Mieder und andere Schlaf- oder Unterwäsche herstellen und verkaufen durften.